# Spinnaker Tower

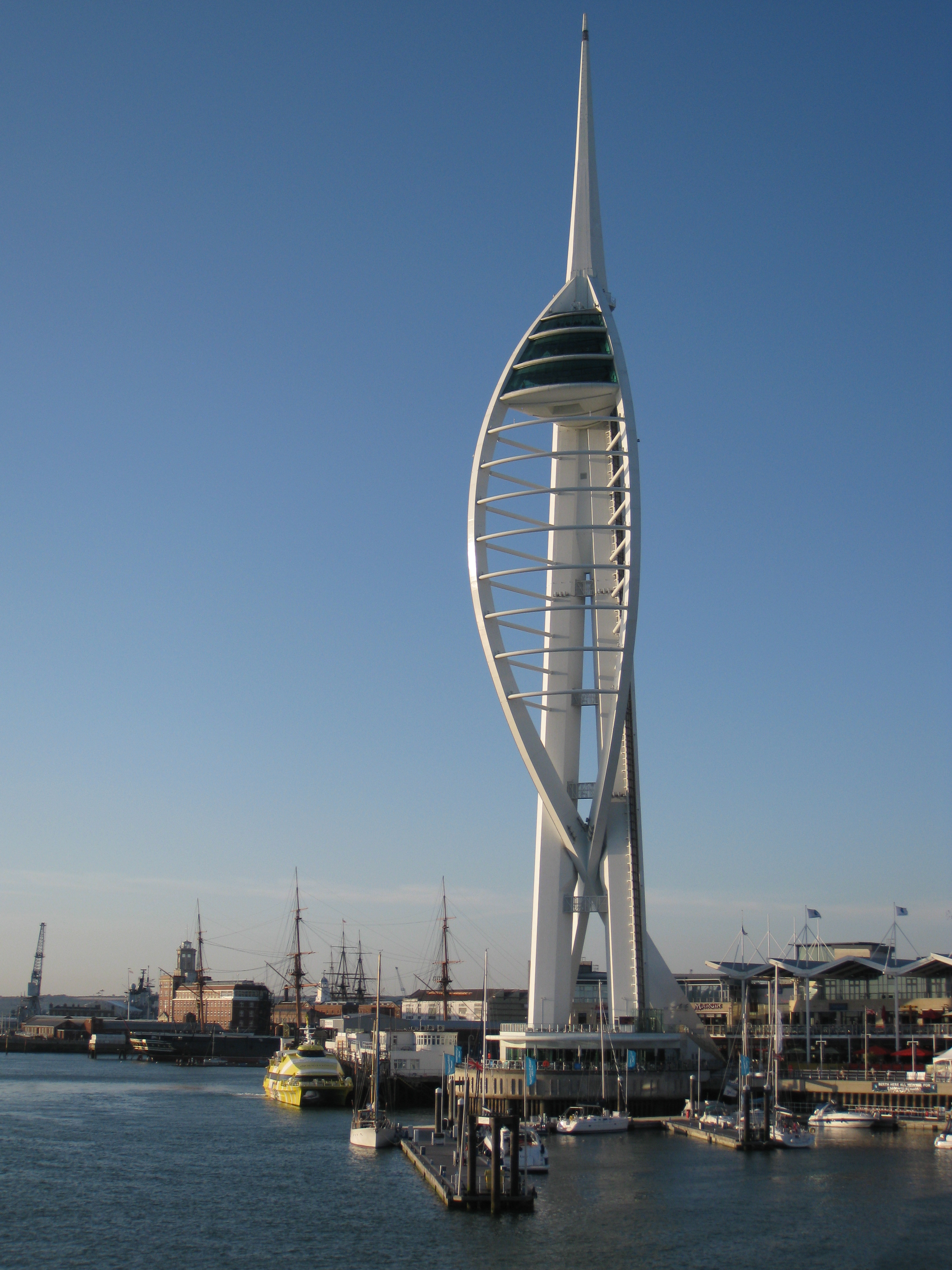
Spinnaker Tower

Spinnaker Tower – wieża widokowa w mieście Portsmouth, w południowej Anglii. 

## Opis
Wieża została ukończona 18 października 2005 roku przez spółkę Mowlem. Budowa została częściowo sfinansowana przez grant od National Lottery. 
Całkowity koszt przedsięwzięcia wyniósł 35 mln funtów. Wysokość wieży wynosi 170 m.
Spinnaker Tower liczy trzy poziomy, gdzie na najniższym znajduje się największa w Europie szklana podłoga.
Wieża miała zostać zbudowana na rozpoczęcie millenium. 
Do 2019 roku światła na wieży były wyświetlane dzięki danym zapisanym na dyskietkach.